# Alphons Maria Rathgeber
Alphons Maria Rathgeber (* 8. Juni 1888 in Unterroth; † 16. Juli 1964 in Kaufbeuren) war ein deutscher katholischer Pfarrer und Autor volkstümlicher Schriften über Glauben und Kirche.

## Leben
Rathgeber, Sohn eines Lehrers, studierte Theologie in München und empfing 1912 die Priesterweihe. Nach Seelsorgetätigkeiten in Immenstadt im Allgäu, Starnberg, Augsburg und ab 1917 in Wasserburg (Bodensee) wurde er 1925 Pfarrer in Haselbach, 1939 in Lauchdorf und von 1946 bis 1949 in Adelsried.
Von 1926 bis 1939 war er Schriftleiter des Bamberger Sonntagsblatts, von 1946 bis 1957 der Augsburger Bistumszeitung St. Ulrichsblatt.

## Veröffentlichungen
- An den Gnadenquellen der Kirche, 1916
- Denk nach!, 1916
- Des Kindes Sonntagsbuch, 1919
- Beichte würdig!, 1919
- Kommuniziere würdig!, 1919
- Mir strahlet der Himmel, 1921
- Am Sonntag Nachmittag, 1922
- Im Schatten des Dorfkirchleins, 1923
- Ecce homo, 1924
- Du Mägdlein, höre, 1924
- Der heilige Rosenkranz, 1925
- Von Mädchenglück und Frauenliebe, 1925
- Hochfest und Alltag der Kirche, 1927
- Von Unserer Lieben Frau, 1927
- Das heilige Meßopfer, Meßerklärung und Meßbuch, 1935
- Heiligenlegende. Lebensbilder edler Menschen und heiliger Gottesfreunde, Nürnberg 1936
- Und nun?, 1947
- Schönes Italien, ewiges Rom, 1948
- Petrus der Felsenapostel, 1949
- Mein Sonntagsbuch, 1950
- Am Grabe, 1950
- Wissen Sie Bescheid? Antworten auf brennende religiöse Fragen, 2. Auflage 1951, 15. erw. Auflage 1968
- Mein Muttergottesbuch, 1951
- Mädchenfreude, Mutterglück, 1951
- Kirche und Leben, 1955
- Teufel und Hölle, 1955
- Die selige Kreszentis von Kaufbeuren, 1955
- Unser Heiliger Vater, 1958
- Pastor angelicus, 1958
- Lourdes, 1958
- Der Mann der Schmerzen, 1958
- Menschen, die Gott gefallen, 1959
- Maria, wir rufen zu dir, 1960
- Der Weg über die Brücke, 1961
- Natürliches und Übernatürliches, 1965